# HD183806
HD183806 — хімічно пекулярна зоря спектрального класу A0, що має видиму зоряну величину в смузі V приблизно  5,6.
Вона  розташована на відстані близько 436,6 світлових років від Сонця.

## Пекулярний хімічний склад
Зоряна атмосфера HD183806 має підвищений вміст 
Cr
.